# خوزه پرز
خوزه پرز (انگلیسی: Chema؛ زادهٔ ۲۵ آوریل ۱۹۸۰) بازیکن سابق فوتبال اهل اسپانیا است که در پست دروازه‌بان بازی می‌کرد.
او در ۱۲۵ مسابقه سگوندا دیویسیون در شش فصل در خدمت باشگاه فوتبال خرس بازی کرد.